# Myrmecocystus romainei
Myrmecocystus romainei is een mierensoort uit de onderfamilie van de schubmieren (Formicinae). De wetenschappelijke naam van de soort is voor het eerst geldig gepubliceerd in 1975 door Snelling.